# Гледис Купер
Дама Гледис Констанс Купер (енгл. Gladys Constance Cooper; 18. децембар 1888 — 17. новембар 1971) била је енглеска глумица.

## Филмографија
| Улоге  |                       |               |                     |          |
| Година | Српски назив          | Изворни назив | Улога               | Напомена |
| 1940.  | Ребека                |               | Беатрис Лејси       |          |
| 1941.  | Леди Хамилтон         |               | леди Френсис Нелсон |          |
| 1947.  | Улица Зеленог делфина |               | Софи Патурел        |          |
| 1958.  | Одвојени столови      |               | госпођа Рајлтон-Бел |          |
| 1964.  | Моја лепа госпођице   |               | госпођа Хигинс      |          |